# Souimanga orangé
Anthobaphes violacea
Genre
Espèce
Statut de conservation UICN

 LC  : Préoccupation mineure
Synonymes
- Nectarinia violacea

Le Souimanga orangé (Anthobaphes violacea) est une espèce de passereaux appartenant à la famille des Nectariniidae. C'est le seul membre du genre Anthobaphes mais il est parfois placé dans le genre Nectarinia.

## Habitats et répartition
Il est endémique des finbos du sud-ouest de l'Afrique du Sud mais on le trouve également dans les parcs et jardins.

## Alimentation
Il fait partie d'un groupe de petits  passereaux de l'ancien monde qui se nourrissent essentiellement de nectar, mais qui peuvent également attraper des insectes, en particulier lorsqu'ils nourrissent leurs jeunes.
Son vol est rapide et direct. Il peut se nourrir de nectar en vol stationnaire comme un oiseau-mouche, mais il se perche la plupart du temps pour se nourrir. Ils ont un long bec courbe et une langue tubulaire terminée en brosse, les deux étant des adaptations à la récolte du nectar.

## Description
Le mâle mesure 14.5 à 16,5 cm de long et a la femelle est un peu plus petite (12.5 à 13,5 cm). Le mâle adulte a la tête et le cou d'un vert brillant et la poitrine orange, bordée au-dessus d'une étroite bande bleue et passant au jaune au niveau du bas-ventre. Le dos est brun et les plumes centrales de la queue sont plus longues que celles des bords. La femelle a une tête et un dos jaune-vert et le ventre jaune. Les juvéniles ressemblent à la femelle.

## Comportement

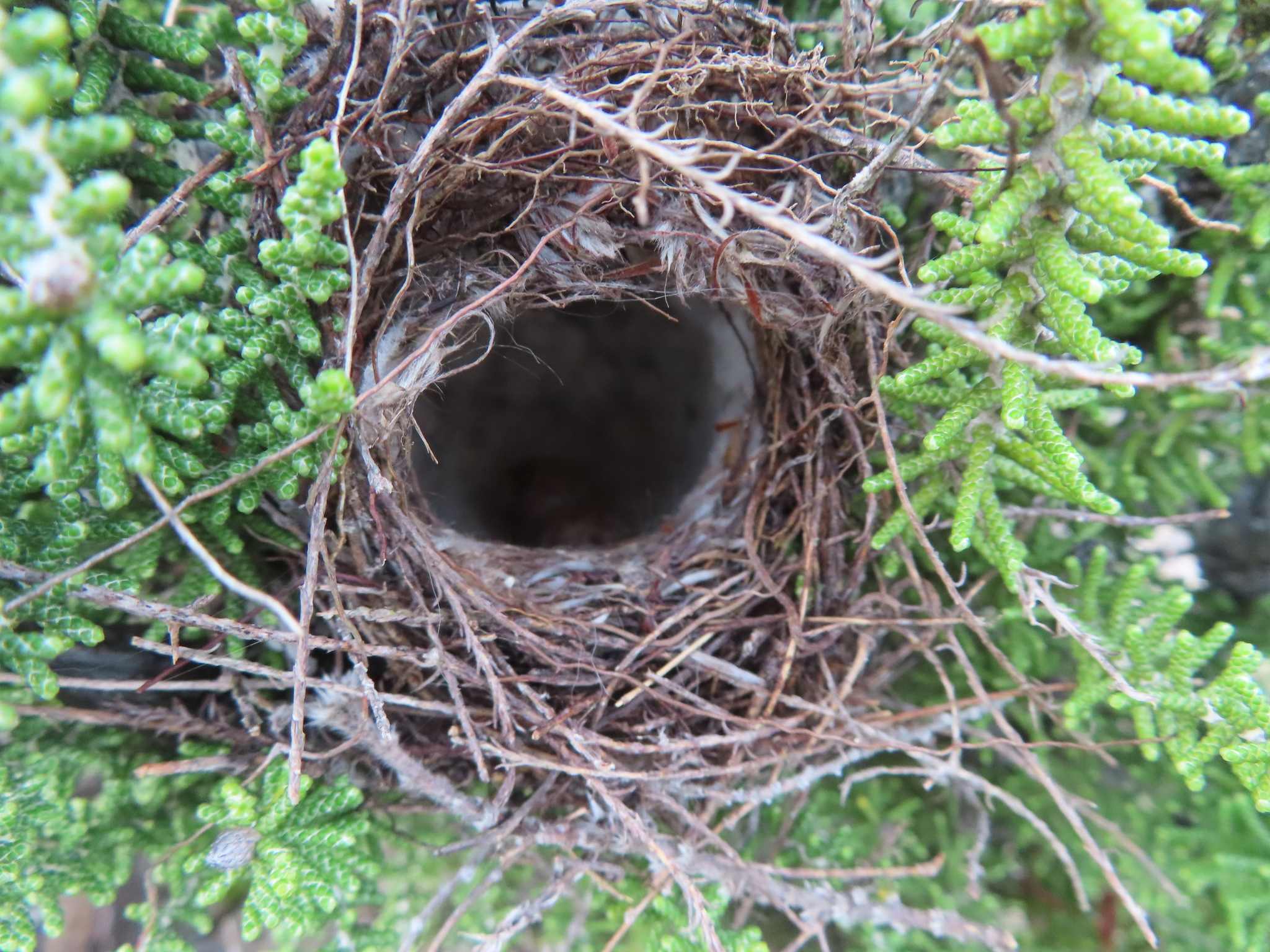
Nid du Souimanga orangé (Anthobaphes violacea) dans un arbre. Afrique du Sud

Cette espèce niche sur un territoire limité et migre en altitude au cours de l'été austral à la recherche de fleurs. Il est sociable quand il n'est pas en période de reproduction, formant des troupeaux comptant jusqu'à 100 oiseaux.
Comme on pouvait s'y attendre de par son habitat, ce souimanga est associé aux Ericas dont ils tirent le nectar, les insectes (souvent pris en vol) et les araignées. Il se reproduit lorsque les bruyères sont en fleur, généralement en mai.
Le mâle défend vigoureusement son territoire, attaquant et chassant les intrus.

## Conservation
Cette espèce n'est pas sérieusement menacée, même si elle est peut-être affectée par l'urbanisation, l'agriculture et les feux de fynbos.